# Straževnik
Straževnik je bivše selo na Braču.
Do ostataka Straževnika danas se može stići raznim, doduše uskim i kamenim, putevima iz Pražnica, ali i s Gornjeg Humca. Razvaline se nalaze istočno od današnjih Pražnica. Straževnik se je smjestio oko crkve sv. Jurja, predromaničke crkve čiji je zvonik najstariji poznati zvonik na preslicu u Dalmaciji. U Straževniku je bila crkva sv. Kuzme i Damjana, iz koje proizvod radionice Nikole Firentinca koji je danas u crkvi sv. Nikole u Gornjem Humcu.
Nastalo je u srednjem vijeku. Vrela su ga zabilježila početkom 12. stoljeća. 1184. godine spominje ga Povaljska listina kao selo na Pražnicah. Na Klinjim glavama je bilo groblje Straževničana. Ondje je podignuta crkvica sv. Klementa, s upisanom godinom 1534. godine. Straževnik i Pražnice imale su istu sudbinu sve do 16. stoljeća. Još u 15. stoljeću navode se Pražnica i Straževnik u ispravama, a u svezi s naseljavanjem Pučišća koja su do tada bila njihovo područje s granicom u današnjim Solinama u pučiškoj luci. Selo je u 16. stoljeću zamrlo, a Straževničani su se raselili po Pražnicama i Pučišćima. Koncem 16. stoljeća crkvene vizitacije više ne spominju Straževnik, a župnik im se je preselio u Pražnice.

## Vanjske poveznice
|  | Zajednički poslužitelj ima još gradiva o temi Straževnik |